# Strafverfolgungsbehörde
Eine Strafverfolgungsbehörde, auch Ermittlungsbehörde, ist eine Behörde, deren Aufgabe und Verpflichtung es ist, Straftaten und Tatverdächtige zu ermitteln und entsprechende Maßnahmen in die Wege zu leiten. 
Zu den Strafverfolgungsbehörden gehören vor allem Staatsanwaltschaften und sämtliche Polizeien, sowie die Finanzverwaltungen und der Zoll, in Fällen der Finanz- und Wirtschaftskriminalität.
Unter Umständen übernimmt allerdings auch das Militär Aufgaben der Strafverfolgung, wie etwa in speziellen Fällen des Terrorismus.
Die Strafverfolgungsbehörden wenden das Strafprozessrecht, in Deutschland also in erster Linie die Strafprozessordnung, an. Sie sind gemäß § 152 Abs. 2 StPO an das Legalitätsprinzip gebunden, das besagt, dass grundsätzlich jedem Verdacht einer Straftat von Amts wegen nachgegangen werden muss, ohne dass insoweit ein Ermessen der Behörde besteht.

## Strafverfolgung und Gefahrenabwehr bei der Polizei
Die Polizei ist neben ihrer Aufgabe als Strafverfolgungsbehörde auch in der Gefahrenabwehr tätig. Zu unterscheiden ist zwischen der Gefahrenabwehr auf der einen Seite, der so genannten präventiven Tätigkeit, und der Strafverfolgung, der so genannten repressiven Tätigkeit, auf der anderen Seite. Die Gefahrenabwehr richtet sich vor allem nach den Polizeigesetzen der Bundesländer.
Die Polizei ist in der Regel diejenige Strafverfolgungsbehörde, die als erste vom Verdacht einer Straftat Kenntnis erlangt, zum Beispiel durch eine Strafanzeige. Sie hat dann im Rahmen eines Ermittlungsverfahrens gemäß § 163 StPO den Sachverhalt zu erforschen. Auch wenn in der Praxis die Polizei bis zu einem bestimmten Verfahrensstand selbständig ermittelt, wird dieser Verfahrensabschnitt rechtlich von der Staatsanwaltschaft geleitet, die gegenüber einer zuständigen Polizei weisungsbefugt ist. Man spricht insoweit von der Staatsanwaltschaft als „Herrin des Ermittlungsverfahrens“.